# Hustler

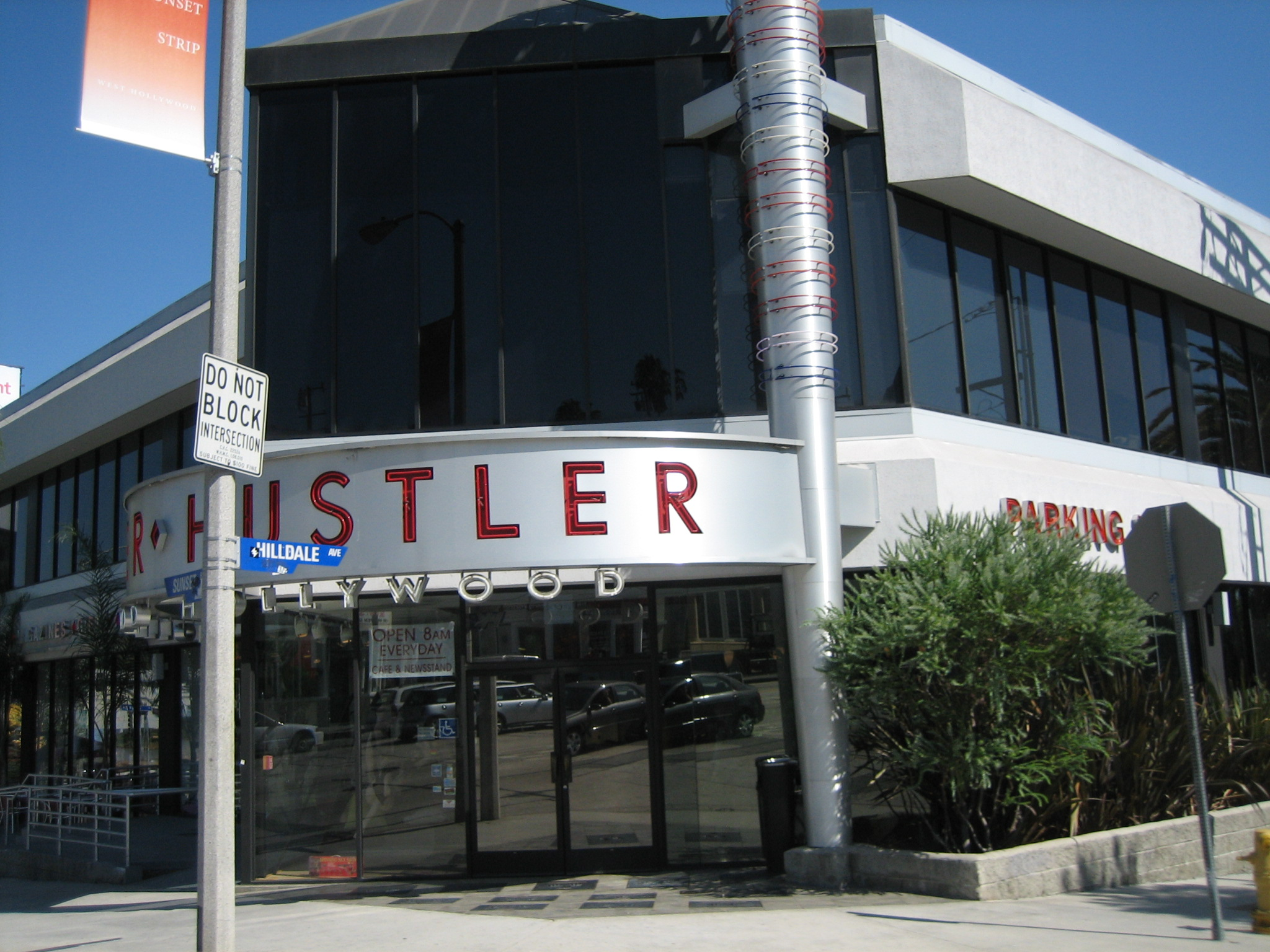
Hustleraffär i West Hollywood, Kalifornien.

Hustler är en pornografisk månadstidning som publiceras i USA. Tidningen grundades av Larry Flynt och publicerades första gången 1974 av Larry Flynt Publications (LFP).

## Relaterade tidskrifter
LFP publicerar även andra tidskrifter som också marknadsförs som "Hustler-tidskrifter". 
- Hustler's Taboo
- Barely Legal
- Asian Fever
- Hustler XXX